# 토모리 나오
토모리 나오(友利 奈緒 토모리 나오[*])는 일본의 샤를로트(Charlotte, 일본어: シャーロット 샤롯토[*])에 나오는 여주인공이다.

## 캐릭터 담당 성우
이 애니메이션 캐릭터의 본래 성우는 여자로 사쿠라 아야네(일본어: 佐倉綾音)이다.
북미판에서는 로런 랜다(Lauren Landa)가 담당을 했다.

## 애니메이션 속 캐릭터 특징
성격
거리낌 없는 언행들을 주저없이 구사하는 면모를 보인다.
능력
투명인간 능력을 지니고 있으며, 투명인간으로 보여지는 대상은 한 명 제한되어 있어서 본인이 지목한 한 명의 대상을 제외한 나머지 주변 사람들에게는 본인의 모습이 보이게 된다. 토모리 나오가 지니고 있는 능력은 시간이 제한되어 있지 않다.
생김새
토모리 나오의 생김새 중 머리색깔은 은색의 은발이며 눈동자는 파란색 계열이다.
반반해 보이는 외모다.
그리고 샤를로트 (애니메이션)에 나오는 등장인물들과 마찬가지로 학교인 호시노우미 학원의 교복을 주로 입고 다닌다.
기타 특징
호시노우미 학원에서 학생회장을 맡았으며, 다른 등장인물들을 지도하기도 했다. 
항상 MP3로 ZHIEND의 음악을 듣고 있다.
등장 첫 화에서 남주인공인 오토사카 유우를 만나고 친해져 마지막에는 연인관계를 맺게 된다.
오토사카 유우가 방황했던 시기에 원래대로 생활을 복귀할 수 있도록 도와주고 샤를로트의 마지막 화에서 오토사카 유우가 맡은 중대한 일을 잘 수행할 수 있도록 도움이 되는 역할을 한다.

## 인터넷 상에서의 반응
샤를로트를 시청한 인터넷 사용자의 글들에 따르면 토모리 나오는 샤를로트의 등장인물 중 사랑받는 여자 캐릭터 중에 있다.

## 같이 보기
- 오토사카 유우
- 오토사카 아유미
- 타카조 조지로
- 니시모리 유사
- 쿠로바네 미사